# کشتی مین‌روب کلاس گوریا
ماین‌سوییپر کلاس گوریا (به انگلیسی: Gorya-class minesweeper) یک کلاس از کشتی است که طول آن 70 meters می‌باشد.